# Lista över politiska partier i Italien

## Stora partier
|  | Femstjärnerörelsen   | M5S | Vito Crimi        | folkets parti         | direktdemokrati, populism, euroskepticism            | 163 / 630 | 75 / 321 | 8 / 76  |
|  | Lega Nord            | LN  | Matteo Salvini    | höger, högerextremism | konservatism, högerpopulism, regionalism             | 132 / 630 | 64 / 321 | 27 / 76 |
|  | Demokratiska partiet | PD  | Enrico Letta      | center-vänster        | socialdemokrati, socialliberalism                    | 93 / 630  | 39 / 321 | 17 / 76 |
|  | Forza Italia         | FI  | Silvio Berlusconi | center-höger          | liberalkonservatism, kristdemokrati, populism        | 88 / 630  | 52 / 321 | 9 / 76  |
|  | Italiens bröder      | FdI | Giorgia Meloni    | höger                 | nationalkonservatism, euroskepticism, nationalism    | 36 / 630  | 20 / 321 | 7 / 76  |
|  | Italia Viva          | IV  | Matteo Renzi      | center                | liberalism, socialliberalism                         | 28 / 630  | 16 / 321 | 1 / 76  |
|  | Fria och lika        | LeU | Roberto Speranza  | vänster               | demokratisk socialism, ekosocialism, socialdemokrati | 11 / 630  | 6 / 321  | 1 / 76  |

I början på 1990-talet skakade en serie skandaler, som gavs öknamnet Tangentopoli (Mutstaden), det italienska politiska systemet. Konsekvenserna av den efterföljande stora polisutredningen, Mani pulite (rena händer), ledde inte bara till stora konstitutionella förändringar utom gjorde också om efterkrigstidens partipolitiska systemet. Nya partier och nya koalitioner uppkom. Till höger efterträdde bland annat mediamogulen Silvio Berlusconis Forza Italia! det stora kristdemokratiska partiet. Till vänster efterträdde Vänsterdemokraterna kommunistpartiet.
1994 vann Forza Italia och dess koalitionspartner Lega Nord valet, men regeringen avgick efter några månader då Lega Nord utträdde. En expeditionsministär stödd av vänsterpartier och Lega Nord regerade till Romano Prodis nya center-vänster koalition vann valen 1996. 2001 vann en center-höger koalition valen och en regering ledd av Silvio Berlusconi satt vid makten under hela den femåriga valperioden. Vid valet 2006 vann Prodis samarbetspartier valet men förlorde i valet 2008. Berlusconi förbereder därmed att återuppta styret. 
Regeringskoalitionen
Regeringskoalitionen, eller L'Unione, består av olivträdskoalitionen och andra samarbetspartier
- Olivträdskoalitionen, l'Ulivo
  - Democratici di Sinistra, ett postkommunistiskt vänsterparti, det största vänsterpartiet.
  - Democrazia è Libertà - La Margherita, ett centerparti.
  - Movimento Repubblicani Europei, ett litet vänsterliberalt parti.
- Partito della Rifondazione Comunista, ett kommunistiskt parti.
- Partito dei Comunisti Italiani, ett kommunistiskt parti.
- Federazione dei Verdi, ett miljöparti.
- Socialisti Democratici Italiani, ett litet socialdemokrtiskt parti.
- I Socialisti, ett litet socialdemokratiskt parti.
- Radicali Italiani, ett antikatolskt, drogliberalt och radikalt parti.
- Italia dei Valori, ett liberalt parti som betonar kampen mot korruptionen.
- Popolari-UDEUR, ett litet centerparti.
- Partito Pensionati, ett pensionärsparti.

Oppositionsalliansen
Oppositionsalliansen, den tidigare regeringskoalitionen, eller Frihetens hus består av följande partier.
- Forza Italia under Silvio Berlusconi, ett högerpopulistiskt parti med vissa konservativa drag parti.
- Alleanza Nazionale, ett postfascistiskt nationalistisk parti som omvandlats till ett proisraeliskt konservativt högerparti.
- Lega Nord, ett separatistiskt och invandringskritiskt parti.
- Democrazia Cristiana per le Autonomie, ett mindre kristdemokratiskt parti.
- Unione dei Democratici Cristiani e di Centro (UDC), ett mindre kristdemokratiskt parti.
- Partito Repubblicano Italiano, ett klassiskt liberalt parti.
- Riformatori Liberali, ett libertarianskt parti.
- Nuovo PSI, ett socialdemokratiskt parti, det gamla socialistpartiets efterträdare.

## Sedan 2018
I maj 2018 blev okänd  juridikprofessorn Giuseppe Conte premiärminister i Italiens nya, radikala, populistiska regering. Regeringspartrierna var Femstjärnerörelsen (M5S) och Lega (tidigare Lega Nord). Partiledarna M5S-ledaren Luigi Di Maio och Legas Matteo Salvini var ministrar i regeringen.I 2018 års parlamentsval   blev EU-kritiska Femstjärnerörelsen (M5S) den stora segraren med drygt 32 procent av rösterna. Främlingsfientliga Lega gick också framåt och fick över 17 procent. Lega lämnade regeringen i augusti 2019 och premiärministern Conte formade en ny regering mellan  Femstjärnerörelsen (M5S) och mittenvänsterorienterade Demokratiska partiet (PD). I januari 2021 avgick premiärminister Giuseppe Conte.
I februari 2021 blev Europeiska centralbankens förre chef Mario Draghi Italiens nästa premiärminister. Han i folkmun kallades för "Super Mario". Draghi lyckades få flera partiers stöd och Luigi Di Maio som leder Femstjärnerörelsen fortsätter som utrikesminister. I augusti 2021 hade Italiens förre premiärminister Giuseppe Conte officiellt utsetts till ledare för populistiska Femstjärnerörelsen (M5S). Partiet var ännu det största i parlamentet men djupt splittrat och hade dalat i opinionsmätningarna.
Högernationalistiska Italiens bröder vann det italienska valet i september 2022 med  runt 25 procent av rösterna. Partiets ledare Giorgia Meloni blev landets första kvinnliga premiärminister i oktober 2022.